# Johann Heermann
Pour les articles homonymes, voir Heermann.
Johann Heermann est un poète, écrivain et pasteur, auteur de nombreux hymnes religieux encore chantés aujourd'hui dans les églises évangéliques. Il est né à Rudna (à l'époque Raudten en allemand) en Basse-Silésie le 11 octobre 1585 et décédé le 17 février 1647 à Leszno (à l'époque Lissa en allemand) toujours en Pologne.

## Biographie
Il est le fils d'un modeste fourreur et sa mère lui fit faire des études pour devenir pasteur et récompenser ainsi Dieu pour avoir permis à son fils de survivre à des années de santé fragile. C'est également le seul survivant des cinq enfants de la famille. 
Sa mère l'envoie à Wołów où on remarque sa prédisposition envers la poésie. Mais au bout d'un an il doit quitter l'établissement pour santé fragile et manque de moyens pour rémunérer les professeurs.
En 1602, il est pris en charge par Valérius Herberger, un prédicateur de Wschowa. En 1604 on retrouve sa trace comme étudiant à Brzeg puis à Strasbourg où il doit abandonner à cause d'une maladie oculaire persistante.
En 1611 il devient pasteur à Chobienia, poste qu'il occupera durant 27 ans. En 1612 Heermann épouse Dorothea Feige, fille du maire de Rudna, sa ville natale. Les cinq années qui suivent sont heureuses, il a une situation stable et produit quantité d'hymnes religieux. 
En 1617 sa femme meurt d'une maladie de la gorge et Heermann est anéanti. Il se remarie avec Anna Teichman en 1618. Elle lui donnera trois fils et une fille. 
C'est à cette époque que la Guerre de Trente Ans débute et Chobienia est victime des vicissitudes de la guerre : la ville est plusieurs fois dévastée, 550 paroissiens décèdent parmi lesquels ses propres enfants, ses biens sont également pillés. 
Se réfugiant dans la religion, Heermann produit alors ses textes les plus vibrants. En 1634 il abandonne la prédication en raison d'une maladie aux cordes vocales et c'est une occasion supplémentaire de se consacrer à l'écriture.
En 1638, Bogusław Leszczyński invite Johann Heermann à Leszno pour le protéger des persécutions religieuses de la Guerre de Trente Ans. La ville est alors un centre important du protestantisme et refuge pour de nombreux persécutés. Il y mourra en 1647.

## Œuvre
C'est un des principaux poètes de l'Église protestante, au même titre que Martin Luther ou Paul Gerhardt. Plus de 500 textes nous sont parvenus et Johann Sebastian Bach a puisé dans ce vivier pour 14 de ses cantates (BWV 5, 13, 24, 25, 45, 71, 89, 102, 107, 136, 148, 163, 194 et 199). Son choral Herzliebster Jesu, was hast du verbrochen (Ah, Saint Jésus, comment as-tu offensé ?) a été utilisé par Bach dans sa Passion selon saint Matthieu.